# Olive bulbaire
L'olive bulbaire (oliva medullae oblongata) est un ensemble pair de noyaux situé au niveau de la face ventro-latérale de l'extrémité rostrale du bulbe rachidien. Elle comprend un noyau principal au contour festonné dont le hile s'ouvre en arrière et en dedans, flanqué dorsalement de deux olives accessoires médiales et dorsales. 
L'olive bulbaire reçoit ses principales afférences par le faisceau tegmental central et le faisceau spino-olivaire, et se connecte au cervelet via le pédoncule cérébelleux inférieur. Les afférences du noyau principal comprennent essentiellement: le cortex cérébral, le noyau rouge, les noyaux de Cajal, de  Darkschewitch et  Edinger-Westphal, les colliculi supérieurs, la substance grise péri-aqueducale, le noyau vestibulaire, le noyau du faisceau solitaire, et le noyau dentelé.
Les fibres olivo-cérébelleuses correspondent aux fibres grimpantes glutaminergiques qui se terminent:
1. sur l'origine des arbres dendritiques des cellules de Purkinje;
2. par une collatérale, sur les noyaux cérébelleux profonds.

Un neurone olivaire peut contacter jusqu'à 10 cellules de Purkinje, tandis-qu'une cellule de Purkinje ne reçoit qu'une seule fibre grimpante.
L'olive bulbaire participe, chez l'homme, principalement à un réseau neuronal en boucle impliquant successivement: le néocervelet (hémisphères latéraux et noyau dentelé), le noyau rouge parvo-cellulaire, l'olive principale et le cervelet.
L'olive bulbaire interviendrait dans :
1. La détection d'erreur entre activité programmée et activité exécutée[1];
2. La détection de nouveauté;
3. La régulation locale de l'activité synaptique des cellules de Purkinje pour maintenir leur sensibilité aux variations rapides et transitoires d'activité des fibres parallèles[2];
4. La synchronisation de l'activité des neurones de projection des noyaux cérébelleux profonds et des cellules de Purkinje[3];
5. L'apprentissage (associatif) par désensibilisation hétérosynaptique à long terme des synapses entre fibres parallèles et cellules de Purkinje.

Les neurones olivaires de projections se caractérisent
1. par une activité électrique oscillatoire générée par des conductances somatiques, calciques, activées par le potassium et inactivées à -60 mV (type T) capables de dépolariser la membrane plasmique jusqu'au seuil d'activation de conductances sodiques à l'origine de potentiels d'action;
2. par l'existence de jonctions communicantes entre elles capables de synchroniser transitoirement l'activité d'un groupe d'entre elles
3. un découplage de ces groupes de neurones par les projections GABAergiques issues des noyaux dentelé
4. par l'induction de potentiels d'action complexe au niveau des cellules de Purkinje susceptible de moduler les synapses entre les fibres parallèles et ces dernières.